# Väinö Tanner
Väinö Tanner (12 tháng 3 năm 1881 - 19 tháng 4 năm 1966, họ cho đến năm 1895 Thomasson) là một nhân vật hàng đầu trong Đảng Dân chủ Xã hội Phần Lan, và là người tiên phong và là người lãnh đạo trong phong trào hợp tác ở Phần Lan. Ông là Thủ tướng Phần Lan năm 1926-1927.
Tanner sinh ra ở Helsinki. Ông đã không tham gia vào cuộc Nội chiến Phần Lan, duy trì một thái độ trung lập. Khi chiến tranh kết thúc, ông trở thành chính trị gia của Đảng Dân chủ Phần Lan (SDP), và một người đề xướng mạnh mẽ hệ thống nghị viện. Thành tựu chính của ông là phục hồi SDP sau Nội chiến. Väinö Tanner từng là Thủ tướng Chính phủ (1926-1927), Bộ trưởng Tài chính (1937-1939), Bộ trưởng Ngoại giao (1939-1940), và sau Bộ trưởng Thương mại Thế chiến mùa đông (1940-1942).
Väinö Tanner của di sản là trong chỉ đạo của ông là lớp lao động Phần Lan từ lý tưởng cách mạng tiến tới thực tế tiến bộ thông qua quá trình dân chủ. Dưới sự lãnh đạo của ông, các đảng Dân chủ Xã hội được tin tưởng thành lập một chính phủ thiểu số đã ít hơn 10 năm sau cuộc nội chiến đẫm máu. Chính phủ xã hội chủ nghĩa thiểu số của Tanner đã thông qua một loạt các cải cách xã hội quan trọng trong suốt thời gian làm việc, trong đó có luật về ân xá, cắt giảm thuế đối với thực phẩm nhập khẩu và các luật về hưu trí và bảo hiểm y tế.
Trong thời gian ngắn của Tổng thống Relander Tanner, người giữ chức vụ Thủ tướng, thậm chí còn là Tổng thống và Tổng tư lệnh. Trong vai diễn này, anh thậm chí còn nhận được cuộc diễu hành của các vệ binh trắng vào dịp kỷ niệm 10 năm chiến thắng trắng. Đây được coi là một sự phát triển đáng chú ý vào thời điểm đó. Trong những năm 1930 và 1940, Đảng Dân chủ Xã hội đã thành lập một số chính phủ liên minh với đảng nông nghiệp (xem, ví dụ, Seppo Zetterberg và cộng sự, biên soạn, Một Giant nhỏ của Lịch sử Phần Lan / Suomen sử gia pikkujättiläinen, Helsinki: WSOY, 2003). Trong Chiến tranh mùa đông Väinö Tanner là Ngoại trưởng. Sự lãnh đạo của Väinö Tanner rất quan trọng trong việc hình thành nền tảng và tạo ra Tinh thần Chiến tranh mùa đông thống nhất đất nước.
Sau khi kết thúc Chiến tranh Liên tục, Tanner đã được thử cho trách nhiệm về cuộc chiến vào tháng 2 năm 1946, và bị kết án 5 năm 6 tháng tù giam.
Sau Chiến tranh Liên tục, và trong khi vẫn còn trong tù, Tanner trở thành lãnh đạo ảo của một phe của SDP mà có sự hỗ trợ mạnh mẽ từ Mỹ. Phe này cuối cùng đã xuất hiện trên đầu trang sau khi một cuộc đấu tranh nội bộ bên trong rất nhiều kéo dài trong những năm 1940.